# Tumut (fiume)
Il fiume Tumut (Tumut River in inglese)), fa parte del bacino idrografico del fiume Murrumbidgee, che appartiene, a sua volta, al cosiddetto Bacino Murray-Darling. Il fiume scorre tra i Monti Nevosi (Snowy Mountains) e la regione del South West Slopes nel distretto del Nuovo Galles del Sud in Australia.

## Posizione e caratteristiche
Il Tumut nasce dal versante settentrionale del Monte Jagungal nei Monti Nevosi a 1430 m di quota e scorre principalmente da nord verso ovest, ricevendo dodici affluenti prima di confluire nel Murrumbidgee, nei pressi della città di Gundagai. La sua lunghezza è di 182 km ed il dislivello dalla sorgente è di 1210 m.
Il corso naturale del fiume Tumut è stato modificato a seguito della costruzione dello Snowy Mountains Scheme, una serie di sedici grandi dighe e sette centrali idroelettriche, costruite tra il 1949 ed il 1974 per sfruttare i fiumi Tumut e Snowy. Il corso del Tumut è bloccato da sei dighe, e vi sono quattro centrali idroelettriche che sfruttano il fiume. Sebbene sia un fiume relativamente corto, la corrente del Tumut è notevole, in quanto incanala una gran parte dell'acqua di fusione provenienti da una grande area dei monti Nevosi, in più oggigiorno riceve acque da altri fiumi grazie allo Snowy Mountains Scheme.

## Etimologia
La parola Tumut deriva dal termine aborigeno doomut o doomat, che significa accampamento sul fiume.